# Seked
Nell'antico Egitto, il seked (o seqed) era una unità di misura di pendenza delle superfici inclinate.

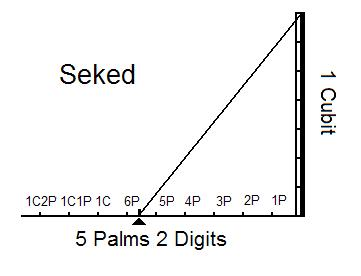
Inclinazione in seked della Piramide di Cheope.

Il sistema era basato sull'unità di misura lineare del cubito reale, a sua volta suddiviso in sette palmi o in 28 dita, L'inclinazione veniva espressa in palmi e dita orizzontali per ogni cubito reale di elevazione.
In accordo con le rilevazioni effettuate, l'inclinazione delle facce della Piramide di Cheope è 5 1/2 seked (ovvero 5 palmi e 2 dita), pari a 51,84° rispetto l'orizzonte.